# Xã Fuller, Quận Codington, South Dakota
Xã Fuller (tiếng Anh: Fuller Township) là một xã thuộc quận Codington, tiểu bang Nam Dakota, Hoa Kỳ. Năm 2010, dân số của xã này là 281 người.